# Montouherkhépeshef (fils de Ramsès IX)
Pour les articles homonymes, voir Montouherkhépeshef.
Le prince égyptien Montouherkhépeshef est le fils de Ramsès IX. Il est enterré dans le tombeau KV19 dans la vallée des Rois près de Thèbes (Égypte). Il vécut autour de 1100 avant notre ère.

## Généalogie
Montouherkhépeshef est le fils de Ramsès IX. La reine Baketourel Ire, enterrée dans la tombe KV10, est probablement l'épouse de Ramsès IX. Il est donc possible que cette reine soit la mère de Montouherkhépeshef.

## Sépulture
La tombe KV19 avait été initialement prévue pour le prince Sethyherkhopshef II. Ce dernier, devenu Ramsès VIII, le projet a été abandonné puis repris sous Ramsès IX pour son fils le prince Montouherkhépeshef. 
Le creusement de la tombe et sa décoration ont probablement été interrompus par le décès du prince. La momie du prince n'y a pas été retrouvée, la tombe ayant été pillée à la fin du Nouvel Empire puis réutilisée à la XXIIe dynastie.